# جيمس أ. ووكر
جيمس أ. ووكر هو محامي وسياسي أمريكي، ولد في 27 أغسطس 1832 في مقاطعة أوغوستا في الولايات المتحدة، وتوفي في 21 أكتوبر 1901 في ويثفيل في الولايات المتحدة. نشط حزبياً في الحزب الجمهوري والحزب الديمقراطي. وقد انتخب عضو مجلس نواب الولايات المتحدة عن ولاية فرجينيا ‏ وانتخب عضو مجلس النواب الأمريكي ‏.